# Цинікса зубчаста
Цинікса зубчаста (Kinixys erosa) — найбільший вид черепах роду Цинікса родини Суходільні черепахи.

## Опис
Загальна довжина досягає 30—37,5 см. Панцир трохи стиснутий зверху. По краях карапаксу розташовані своєрідні зубці, що утворені гострими виступами крайових щитків. Самці мають довший та товстіший хвіст, ніж самиці.
Забарвлення спини коричневе з 2 жовтуватими поздовжніми смугами. Крайові щитки темно-коричневі або чорні. Верх голови світло-жовтий. Кінцівки та хвіст жовто-вохристі.

## Спосіб життя
Полюбляє вологі тропічні ліси, часто заходить у воду. Чудово плаває. Зберігає активність лише при високій вологості і достатку тепла. Харчується безхребетними, травою, фруктами, овочами, падлом.
Парування відбувається цілий рік. Втім зазвичай самиця влітку відкладає 4 яйця.

## Розповсюдження
Мешкає в Африці: Ангола, Бенін, Камерун, Центральноафриканська Республіка, Демократична Республіка Конго, Руанда, Уганда, Кот-д'Івуар, Екваторіальна Гвінея, Габон, Гамбія, Гана, Гвінея, Ліберія, Нігерія, Сьєрра-Леоне, Того.